# Världsmästerskapen i skytte 1897
Världsmästerskapen i skytte 1897 arrangerades den 1897 i Lyon i Frankrike. Det var den första upplagan av världsmästerskapen i skytte.

## Medaljörer
| Gren                             | Guld                                                                                   | Guld    | Silver                                                                        | Silver  | Brons                                                                               | Brons   |
| 300 m gevär tre ställningar      | Frank Jullien · Schweiz                                                                | 501     | Ole Østmo · Norge                                                             | 484     | Karl Ehrensperger · Schweiz                                                         | 471     |
| 300 m gevär tre ställningar, lag | Schweiz Frank Jullien Karl Ehrensperger Alcide Hirschy Friedrich Lüthi Louis Richardet | 2310,04 | Norge Ole Østmo Olaf Frydenlund Jens Jensen Ferdinand Larsen Henri Skoftestad | 2248,62 | Frankrike Auguste Cavadini Maxime Lardin Maurice Lecoq Léon Moreaux Alphonse Violet | 2206,62 |
| 300 m liggande gevär             | Frank Jullien · Schweiz                                                                | 172     | Enrico Ghisler · Italien                                                      | 169     | Ole Østmo · Norge                                                                   | 167     |
| 300 m knästående gevär           | Frank Jullien · Schweiz                                                                | 170     | Alcide Hirschy · Schweiz                                                      | 165     | Henrik Sillem · Nederländerna                                                       | 161     |
| 300 m stående gevär              | Ole Østmo · Norge                                                                      | 161     | Frank Jullien · Schweiz                                                       | 159     | Henrik Sillem · Nederländerna                                                       | 157     |

## Medaljtabell
*   Värdland ( Frankrike)
| Nr                  | Nation              | Guld | Silver | Brons | Totalt |
| ------------------- | ------------------- | ---- | ------ | ----- | ------ |
| 1                   | Schweiz             | 4    | 2      | 1     | 7      |
| 2                   | Norge               | 1    | 2      | 1     | 4      |
| 3                   | Italien             | 0    | 1      | 0     | 1      |
| 4                   | Nederländerna       | 0    | 0      | 2     | 2      |
| 5                   | Frankrike*          | 0    | 0      | 1     | 1      |
| Totalt (5 nationer) | Totalt (5 nationer) | 5    | 5      | 5     | 15     |